# Вечерний Харьков
«Вечерний Харьков» (укр. Вечірній Харків) — російськомовна харківська газета. Заснована 1 січня 1969 року. Виходить тричі на тиждень у вівторок, четвер і суботу. Реєстраційне свідоцтво ХК № 1135 від 21 березня 2005 року. Разом з футбольною газетою «ГОЛ!»  та телеканалом Р1 входить до медіагрупи «Регіон», яку пов'язують з ім'ям Олександра Кагановського, зятя покійного Євгена Кушнарьова .

## Історія
За радянського часу газета виходила українською мовою і представляла Харківський міськком Компартії України і міську Раду народних депутатів. Навіть в епоху бурхливих 80-х і 90-х газета не змінила свою історичну назву «Вечірній Харків» (мабуть, єдина з усіх харківських газет з таким довгим стажем), залишаючись справжнім міським інформаційним виданням, що забезпечує жителів Харкова зваженою інформацією про життя регіону.

### 1969-1989
Свого часу одним із провідних співробітників і літературним консультантом газети був Олекса Марченко. Працював разом з поетами Олександром Черевченком, Аркадієм Філатовим, Робертом Третяковим. З5 років, починаючи з 1969-го працював у газеті Вадим Зубов . З 1 січня 1969 року і до кінця 1989 го «Вечірній Харків» виходив шість разів на тиждень українською мовою і доставлявся в кіоски ввечері. 

### 1990-1991
У січні 1990 року харків'янам було надано право вибору — читати газету російською або українською мовою: з цього часу стали виходити два ідентичних варіанти. Тоді ж періодичність виходу скоротилася до п'яти разів на тиждень, а газету стали доставляти передплатникам і в кіоски «Союздруку» вранці: на хвилі перебудови пошта зажадала додатково оплачувати їй вечірнє доставлення, і держава від цього відмовилася. До кінця 1990 року «Вечірній Харків» був органом Харківського міськкому КПУ та міськвиконкому. 
Зі скасуванням міськкому КПУ з січня 1991 року його засновником став обком КПУ. Але вже після серпневого путчу і заборони КПРС журналістський колектив взяв газету в свої руки.

### 1992-1992
В середині січня 1992 року, коли розвал Союзу супроводжувався обвалом валюти, періодичність виходу скоротилася до нинішніх трьох разів на тиждень — щовівторка, четверга і суботи. У жовтні 1993 року, коли тираж російською мовою перевищив український більш ніж в десять разів, на зборах журналістського колективу було прийнято непросте рішення — відмовитися від випуску українського варіанту. Тоді ж редакція почала освоювати комп'ютерні набір і верстку газети, на які повністю перейшла в 1994 році. 

### 1993-2008
У 1997 році протягом декількох місяців «Вечірній Харків» виходив чотири рази на тиждень, але з початку 1998 року знову повернувся на триразовий вихід.
З 26 квітня 2003 року газета перейшла з формату А2 на нинішній - А3 з синім логотипом.
17 лютого 2005 року головним редактором газети "Вечірній Харків" був призначений харківський журналіст та медіаменеджер Ігор Байша, який до того очолював газету "Репортер", а перед тим "Службу Новин Тоніс" (СНТ), "Вечірні Новини" (зараз — АТН) та телеканал "Аларм-ТВ" (зараз - ТРК Simon). І. Байша привів з собою власну команду: Ростислав Касьяненко (заступник гол. редактора), Анна Церковна, Вадим Новак, Андрій Кравченко. Разом з попереднім редактором Ігорем Тупікиним з редакції також пішли його заступники — Дмитро Шевченко та Олена Кучерова.
Нинішній макет газети задіяний з березня 2008 року.

## Редакторський склад
У різні роки головними редакторами газети «Вечірній Харків» були:
- Георгій Милюха (1969-1970)
- Валер'ян Єськов (1970-1986)
- Микола Соловйов (1986-2002, з перервами)
- Євген Маслов (1998)
- Галина Золотих (2001-2002)
- Вадим Зубов (2002-2003)
- Борис Штрассер (2003-2004)
- Ігор Тупикин (2004)
- Ігор Байша (2005)
- Ігор Костромін (2005-2007)

З травня 2008 року головним редактором газети «Вечірній Харків» є Тетяна Костенко.